# Graniczno (przystanek kolejowy)
Graniczno – zlikwidowany przystanek kolejowy w Budziechowie, na linii kolejowej nr 365 Stary Raduszec – Bad Muskau, w powiecie żarskim, w województwie lubuskim, w Polsce.